# اچ‌ام‌ای‌تی وندیلا
اچ‌ام‌ای‌تی وندیلا (به انگلیسی: HMAT Wandilla) یک کشتی است که طول آن ۴۱۱ فوت ۳ اینچ (۱۲۵٫۳۵ متر) می‌باشد.